# Gnagartjärnen
Gnagartjärnen är en sjö i Ragunda kommun i Jämtland och ingår i Ljungans huvudavrinningsområde. Sjön har en area på 0,0524 kvadratkilometer och ligger 317 meter över havet. Sjön avvattnas av vattendraget Flärkån.

## Delavrinningsområde
Gnagartjärnen ingår i det delavrinningsområde (699551-149934) som SMHI kallar för Utloppet av Väster-Flärksjön. Medelhöjden är 372 meter över havet och ytan är 13,07 kvadratkilometer. Det finns inga avrinningsområden uppströms utan avrinningsområdet är högsta punkten. Flärkån som avvattnar avrinningsområdet har biflödesordning 4, vilket innebär att vattnet flödar genom totalt 4 vattendrag innan det når havet efter 170 kilometer. Avrinningsområdet består mestadels av skog (72 procent) och sankmarker (17 procent). Avrinningsområdet har 0,17 kvadratkilometer vattenytor vilket ger det en sjöprocent på 1,3 procent.